# The Naze
The Naze (in Argentinien Cabo Morro ‚Kap Nase‘, in Chile Punta Naze) ist eine Halbinsel im Norden der James-Ross-Insel. Sie markiert die südöstliche Einfahrt zum Herbert-Sund und erstreckt sich vom Terrapin Hill in nordöstlich Richtung über eine Länge von 8 km auf die südzentrale Küste der Vega-Insel zu.
Teilnehmer der Schwedischen Antarktisexpedition (1901–1903) unter der Leitung des Polarforschers Otto Nordenskjöld entdeckten und benannten sie Nåsudden (sinngemäß Nasenhöcker). Auch die heute geläufige, englischsprachige Bezeichnung stammt von Nordenskjöld.